# Summer '68
Pistes de Atom Heart Mother
If
(2) Fat Old Sun
(4)
Summer '68 est la troisième chanson de l'album Atom Heart Mother du groupe Pink Floyd. Écrite, composée et chantée par son claviériste Richard Wright, c'était l'une des chansons préférées de Léo Ferré, et la dernière de Pink Floyd qui soit créditée à Wright uniquement. 

## Musiciens
- Richard Wright : chant, chœurs, piano Steinway Baby Grand, orgue Hammond M400
- David Gilmour : guitare acoustique Martin D-28, guitare classique, chœurs
- Roger Waters : basse
- Nick Mason : batterie

## Musiciens additionnels
- Abbey Road Session Pops Orchestra : section de cuivres